# دان إيستمان
دان إيستمان هو شخصية أعمال وسياسي أمريكي، ولد في 12 مارس 1946، وتوفي في 8 يونيو 2010. نشط حزبياً في الحزب الجمهوري. وقد انتخب عضو مجلس ولاية يوتا ‏.

## وصلات خارجية
- الموقع الرسمي